# 康王 (宋)
康王（こうおう、? - 紀元前286年、在位紀元前329年 - 紀元前286年）は、中国戦国時代の宋の第34代で最後の君主。姓は子、氏は戴、名は偃、諡は康。戴公の末裔。

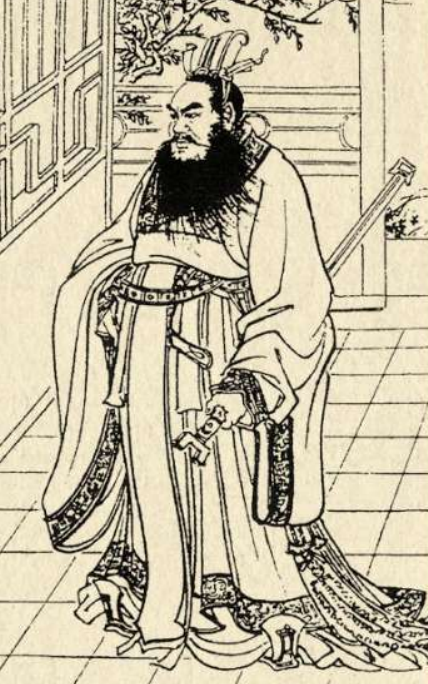
康王

## 即位
紀元前328年に兄の剔成君を軍事クーデターで追放し、君位を簒奪し宋君となる。そのためか剔成君には諡号が与えられていない。
偃が即位した紀元前4世紀末の宋国は楚や斉・魏の3国に挟まれ、常にこれら強大国の情勢に国政が左右されていた。襄公以後目立った活躍の場もなく、弱小国に成り下がっていた。
宋君偃はこうした情勢の中、即位10年の紀元前320年、各諸侯が王号を相次いで称する時勢に乗るかのように、宋君としては最初で最後の王号を名乗った。これ以後、宋王偃は斉の属国の滕（姫姓）を滅ぼすなど、周辺各国に対して自国の国勢に見合わぬ軍事行動を展開した。このことで外政に自信をつけた宋王偃は、内政でも神を祀った祠を焼き尽くし、大地に鞭打ったり、民衆に暴虐を行い、臣下の美貌の妻を奪ったり、諫言する臣下には容赦ない仕打ちを行うなど恐怖政治を敷き、ほしいままに暴政をおこなった。そのため、国の内外から「宋の桀」と呼ばれたという。
そのような状況で諸侯から「宋王は殷の暴君である紂王の子孫であり、その再来だ。協力して誅滅すべきだ」との口実で国を攻められるが、宋の民は、王の暴政を恨んでいたため、国のために戦うことはなかったという。紀元前286年、斉・魏・楚の連合軍にあっけなく敗れ、宋王偃は殺され、宋は滅亡した。領地はこの戦勝国により3分された。殷の流れを汲む王朝はここに完全に途絶えた。紀元前256年には周王朝も滅び、都市国家を基盤とした旧王朝の系譜は完全に途絶え、中原は秦・続いて漢という強力な王権を持つ、統一された領域国家へと再編されていった。

## 評価
最後の国君としては他国に例がなく44年という長期の在位で、弱小国だが一時は外征が行えたこともあり、小国を強大な3国が攻め滅ぼしたという汚名を拭う意味合いで、上述の暴君伝説は勝者側によって創作された節が強い。歴代の王朝においても、最後の支配者は史書においてその事跡で良く書かれることがあまりなく、宋の君主は殷の紂王の末裔であるという悪評を促す好材料もあってか、史実を怪しくさせており、解明が望まれる。